# CEM La Mar Bella
Koordinaten: 41° 24′ 0″ N, 2° 12′ 42,8″ O

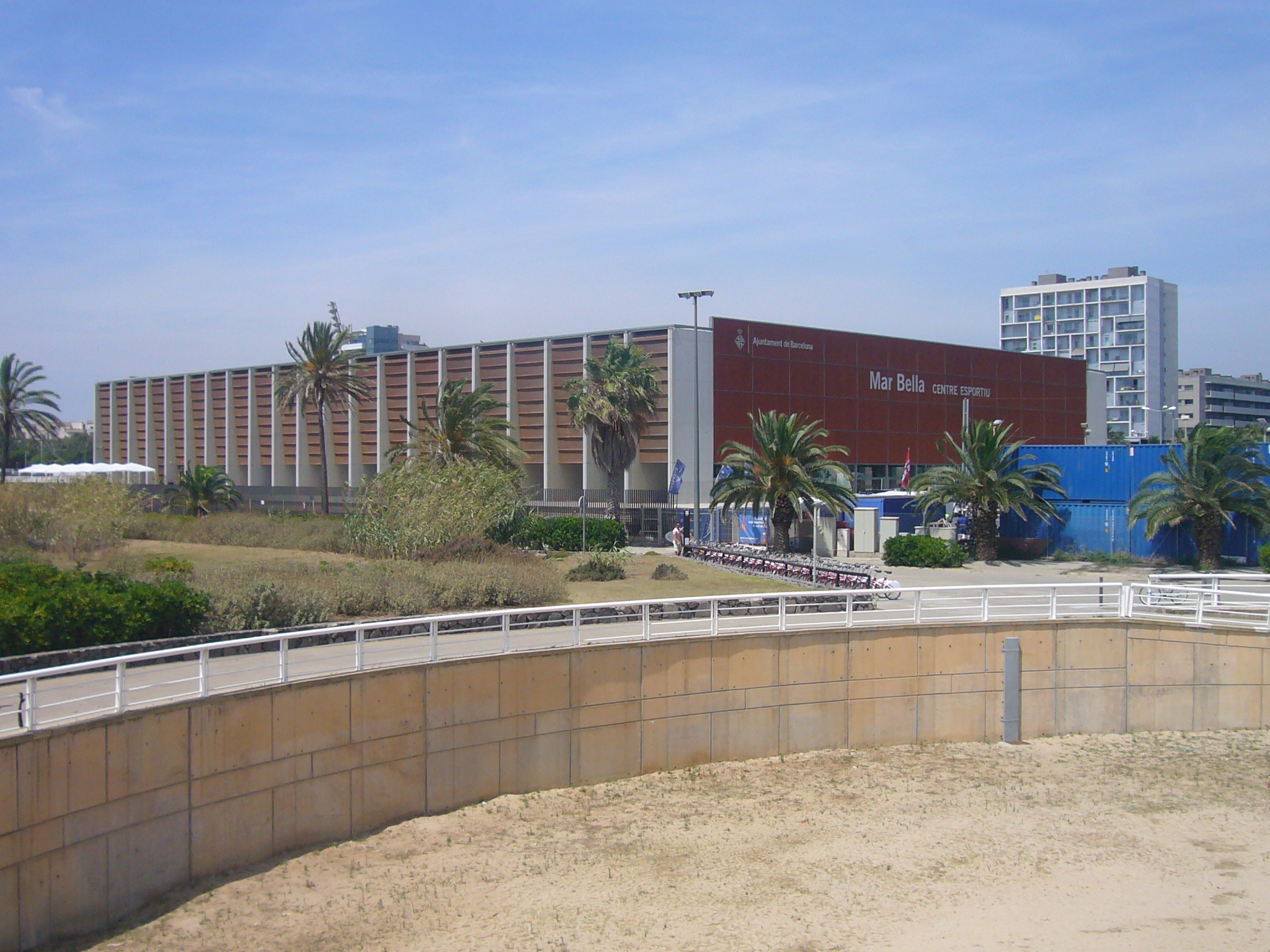
CEM La Mar Bella

Das CEM La Mar Bella (Complex Esportiu Municipal La Mar Bella) ist eine Sportstätte, die für die Olympischen Sommerspiele 1992 in Barcelona errichtet wurde.

## Daten
Die Anlage wurde am 30. April 1992 eröffnet. Zur Sportstätte gehören der Pavelló de la Mar Bella, ein Leichtathletikstadion und soziale Einrichtungen. Im Pavelló fanden die Badminton-Wettkämpfe von Olympia 1992 statt. Die Zuschauerkapazität beträgt 1.200 Sitzplätze.